# Liebstadia mongolica
Liebstadia mongolica är en kvalsterart som beskrevs av Bayartogtokh 200. Liebstadia mongolica ingår i släktet Liebstadia och familjen Liebstadiidae. Inga underarter finns listade i Catalogue of Life.